# Борщево (Весьегонский район)
Борщево — деревня в Весьегонском районе Тверской области. Входит в состав Пронинского сельского поселения.
Население по переписи 2002 года — 35 человек, 15 мужчин, 20 женщин.

## География
Находится в 24 километрах (по прямой) к югу от города Весьегонск, в пяти с половиной километров к югу-востоку от деревни Пронино. Соседствует (через реку Суховетка) с деревней Столбищи, бывшим центром колхоза «Трудовик», в который входило Борщево.